# Кастеђони (Верона)
Кастеђони је насеље у Италији у округу Верона, региону Венето.
Према процени из 2011. у насељу је живело 83 становника. Насеље се налази на надморској висини од 156 м.